# Nadia Echeverría Alam
Nadia Echeverría Alam (* 14. Januar 1995 in Puerto Ordaz, Venezuela) ist eine venezolanische Tennisspielerin.

## Karriere
Echeverría Alam, die mit sechs Jahren das Tennisspielen begann, spielt überwiegend Turniere auf der ITF Women’s World Tennis Tour, bei der sie bislang sechs Doppeltitel gewonnen hat.

## Turniersiege

### Doppel
| Nr. | Datum             | Turnier      | Kategorie   | Belag             | Partnerin          | Finalgegnerinnen                                     | Ergebnis          |
| --- | ----------------- | ------------ | ----------- | ----------------- | ------------------ | ---------------------------------------------------- | ----------------- |
| 1.  | 5. Mai 2012       | Trujillo     | ITF $10.000 | Sand              | Elizabeth Ferris   | Liz Tatiane Koehler Bogarin Kyra Wojcik              | 7:5, 6:1          |
| 2.  | 24. November 2012 | Barranquilla | ITF $10.000 | Sand              | Blair Shankle      | María Paulina Pérez García Paula Andrea Pérez García | 7:5, 7:61         |
| 3.  | 18. Mai 2019      | Tacarigua    | ITF W15     | Hartplatz (Halle) | Sabastiani Leon    | Olga Brózda Paulina Jastrzebska                      | 7:5, 6:4          |
| 4.  | 25. Mai 2019      | Tacarigua    | ITF W15     | Hartplatz (Halle) | Sabastiani Leon    | Olga Brózda Paulina Jastrzebska                      | 6:4, 6:3          |
| 5.  | 7. September 2019 | Tabarka      | ITF W15     | Sand              | Anna Popescu       | Giorgia Pinto Gaia Squarcialupi                      | 4:6, 6:1, [12:10] |
| 6.  | 16. November 2019 | Monastir     | ITF W15     | Hartplatz         | Justina Mikulskytė | Lamis Alhussein Abdel Aziz Célestine Avomo Ella      | 7:66, 7:62        |